# Gand-Wevelgem 1958
 (novembre 2021).
La 20e édition de Gand-Wevelgem a eu lieu le 6 avril 1958. La course est remportée par le Belge Noël Foré (Groene Leeuw) qui parcourt les 231 kilomètres en 5 h 33 min 11 s.
206 coureurs ont pris le départ et 60 ont terminé la course.

## Classement final
| Place | Coureur          | Équipe                   | Temps           |
| ----- | ---------------- | ------------------------ | --------------- |
| 1     | Noël Foré        | Groene Leeuw             | 5 h 33 min 11 s |
| 2     | Rik Van Looy     | Faema                    | à 1 min 25 s    |
| 3     | Alfred De Bruyne | Carpano                  | m.t.            |
| 4     | Rik Luyten       | Faema                    | m.t.            |
| 5     | Frans Schoubben  | Elve-Peugeot-Marvan      | m.t.            |
| 6     | Pino Cerami      | Elve-Peugeot-Marvan      | m.t.            |
| 7     | Seamus Elliott   | Helyett-Potin-Hutchinson | m.t.            |
| 8     | Jules Mertens    | Libertas-Dr. Mann        | m.t.            |
| 9     | Willy Schroeders | Faema                    | m.t.            |
| 10    | André Noyelle    | Groene Leeuw             | m.t.            |